# ロイヤルコントラクトサービス
ロイヤルコントラクトサービス株式会社（英: ROYAL CONTRACT SERVICE CO.,Ltd.）は、高速道路と空港でレストラン・売店を展開する企業である。ロイヤルホールディングスの完全子会社。

## 概要
2005年7月、ロイヤル株式会社（現・ロイヤルホールディングス）の持株会社化に伴い、ロイヤル株式会社の空港レストラン事業を分割し、ロイヤル空港レストラン株式会社として設立。2011年1月にロイヤルホールディングスの高速道路店舗事業を吸収し、ロイヤル空港高速フードサービス株式会社に商号変更。2021年1月にロイヤルコントラクトサービス株式会社を吸収合併し、ロイヤルコントラクトサービス株式会社に商号変更した。

## 沿革
- 1973年（昭和48年） - ロイヤル株式会社が関門自動車道めかりPA内にハイウェイレストランの1号店を出店（ロイヤルグループの高速道路店舗事業への初参入）。
- 1978年（昭和53年） - ロイヤル株式会社が新東京国際空港（現・成田国際空港）に出店（ロイヤルグループの空港店舗事業への初参入）。
- 1990年（平成2年）10月1日 - ロイヤル・住友商事・マリオット・インターナショナルの三者合弁でロイヤルマリオットアンドエスシー株式会社を設立、事業所給食事業を開始。
- 2005年（平成17年）7月 - ロイヤル株式会社の事業分割（持株会社移行）によりロイヤル空港レストラン株式会社を設立（当社の前身）。
- 2008年（平成20年）1月 - エスシーロイヤル株式会社（旧・ロイヤルマリオットアンドエスシー株式会社）が（初代）ロイヤルコントラクトサービスに商号変更。
- 2011年（平成23年）1月 - ロイヤルホールディングスの高速道路店舗事業を吸収。ロイヤル空港高速フードサービス株式会社に商号変更。
- 2020年（令和2年）2月1日 - 西洋フード・コンパスグループが展開する高速道路店舗事業を事業譲受。西洋フード・コンパスグループが事業分割の形でシーエフエス株式会社を設立し、ロイヤルホールディングスが同社の経営権を取得（2023年12月1日までに段階的に完全子会社化）の上で「ハイウェイロイヤル株式会社」に商号変更[2]。
- 2021年（令和3年）1月1日 - ロイヤル空港高速フードサービスがロイヤルコントラクトサービスを吸収合併。ロイヤルコントラクトサービス株式会社に商号変更[3]。
- 2024年（令和6年）1月1日 - ロイヤルコントラクトサービスがハイウエイロイヤルを吸収合併[4]。

## 運営店舗

### 空港店舗
かつては中部国際空港にも出店した。
新千歳空港
- 新千歳エアポートレストラン by Royal Host
- 天丼てんや千歳空港店
- 味噌キッチン

仙台空港
- 伊達な茶屋
- ロイヤルコーヒーショップ仙台空港店

成田国際空港
- ロイヤルコーヒーショップ成田空港店
- 菜の里
- ロイヤル成田第2空港売店
- ASIAN CAFE BOWLBOWL
- BLUE SKY MISO KITCHEN
- カフェクロワッサン成田空港第2ターミナル店
- 洋丼屋ONEBOWL

羽田空港
- ロイヤルコーヒーショップ羽田空港店
- ロイヤルデリ羽田空港店
- ロイヤルドミニコイタリアンダイニング
- 天丼てんや羽田空港店
- 天丼てんや羽田空港第２ターミナル店

関西国際空港
- ざ・U－don関西国際空港店

神戸空港
- 神戸洋食キッチン

広島空港
- ロイヤルコーヒーショップ広島空港店
- そば処　菜の里

福岡空港
- 福岡第1空港売店
- ロイヤルコーヒーショップ福岡空港第1ターミナル店
- ロイヤルスイーツ福岡空港店
- ロイヤルコーヒーショップ福岡空港第2ターミナル店
- 薩摩蒸気屋 福岡空港店
- チャイナカフェ中華菜飯ロイヤル
- ロイヤルスナックスタンド福岡空港国際線ターミナル店
- ロイヤルフードコート福岡空港国際線ターミナル店

鹿児島空港
- ロイヤル鹿児島空港売店
- ロイヤルコーヒーショップ鹿児島空港店
- ロイヤルスカイガーデンカフェ

那覇空港
- ロイヤルベーカリーショップ那覇空港店
- ロイヤルスナックコート那覇空港店
- ロイヤルコーヒーショップ那覇空港店
- トランジットカフェ
- ソラテラス那覇新国際線ターミナル店

### 高速道路店舗

#### 関東
那須高原SA（下）
那須高原フードサービスが担当していたが、2010年1月1日付でロイヤルホールディングスが吸収合併。
- 那須高原SA売店
- レストラン『黄金色の豚』
- フードコート『とん豚』『めんや芽吹き』『らーめん白河の郷』『神様ちゃんぽん』『高原ベーカリーCAFE』

赤城高原SA（上）
- 赤城高原SA売店
- レストラン『高原採れたてダイニング トラットリア オゴッツォ』
- フードコート『越後へぎそば処』『赤城食堂』『ラー麺 畑 Hatake』

駒寄PA（下）
- 駒寄パーキングエリア店

上里SA（上）
- 上里SA売店
- レストラン『黄金色の豚』
- フードコート『上州ぽ～く亭』『天丼てんや HIGHWAY』『彩の国』『肉盛ラーメン二九蔵』『神様ちゃんぽん』
- Panini KITCHEN ロイヤルベーカリー

羽生PA（下）
- レストラン『ROYAL羽生洋食軒』
- フードコート『神様ちゃんぽん』

寄居PA（上）
- フードコート

海ほたるPA
- セブン-イレブン 海ほたるPA店
- 売店『ウミナカプラザ』
- レストラン『オーシャン・キッチン』
- マリンコート（フードコート）『おにぎり屋 結丸』『神様ちゃんぽん』『あさりや café』『あさりらーめん 波市』『ち～ば丼』『炙亭 とんぎゅう』
- ベーカリー『うみぱん』

海老名SA（下）
- 売店
- レストラン『旬彩キッチン 潮の蔵』
- フードコート『Lucky Rocky Chicken』『ROYAL sweets』『うすいファーム』『豊洲食堂』『なんつッ亭』『吉野家』『海老名　麺's ROAD』
- カフェ『RE:Coffee』
- ベーカリー『ぽるとがる』
- 屋台コーナー『うまいもの横丁』

#### 中部
米山SA（上）
- 売店
- レストラン『柏崎鯛や』
- フードコート

足柄SA（上）
- 売店
- レストラン『ROYAL Garden』
- フードコート

富士川SA(上）
- フードコート『麺処ふじのくに』『旅するラーメン』『天丼てんや』『富士川風流軒』

南条SA（下）
- レストラン『越前和食処　花はす』
- フードコート
- ベーカリー『ぽるとがる』

#### 中国
小谷SA（下）
- 売店
- フードコート

#### 九州
めかりPA
- スナックコーナー
- 売店

古賀SA（上）
- 実演販売コーナー
- レストラン『黄金色の豚』
- フードコート『ONE BOWL』『神様ちゃんぽん』『那の福屋台』『博多うろん』
- ベーカリー『ロイヤルベーカリー』
- カフェ『KEY'S CAFÉ』

川登SA（上）
- 売店
- スナックコーナー
- レストラン

北熊本SA（上）
- 北熊本SAレストラン
- 北熊本SA売店
- 北熊本SAスナックコーナー

### その他レストラン事業
○印のレストランは、ロイヤルフードサービスから事業を承継した。
- ○レストラン花の木（大濠公園内）
- ○ボートハウス大濠パーク
- ○キリンビアファーム
- ○ロイヤルガーデンカフェ
- 伊勢丹新宿店内
ターボロ・ディ・フィオーリ
おらがそば信州
チャンパー
エディアール
古家
- ○アペティートカフェ
- ○ミセスエリザベスマフィン
- 森のビアガーデン（神宮外苑にこにこパーク内、期間限定開催）
- 天安
- ラッキーロッキーチキン
- STAND T
- ○キリン横浜ビアホール
- THE CONTINENTAL ROYAL&Goh（ONE FUKUOKA BLDG.内、2025年4月24日開業）

#### 東京国際展示場（東京ビッグサイト）
- ロイヤルキャフェテリア[6]
- カフェテラス ロイヤル[7]